# Ружин (зупинний пункт)
Ру́жин — пасажирський залізничний зупинний пункт Рівненської дирекції Львівської залізниці.
Розташований у лісовому масиві за декілька кілометрів від села Ружин, Ковельського району, Волинської області на лінії Ковель — Сапіжанка між станціями Турійськ (7 км) та Люблинець-Волинський (6 км).
Станом на травень 2019 року щодня п'ять пар дизель-потягів прямують за напрямком Ковель-Пасажирський — Червоноград/Львів/Ізов.